# Abu Daramy-Swaray
Abu Bakarr Daramy-Swaray (Bo, ...) è un giocatore di football americano sierraleonese con cittadinanza statunitense, che gioca come cornerback per i Potsdam Royals.
Dopo aver giocato per la squadra universitaria statunitense dei Colgate Raiders ha alternato la sua militanza nei Royals con quella nei roster di offseason o regolari di squadre nordamericane (Cincinnati Bengals, Arlington Renegades, Winnipeg Blue Bombers, Saskatchewan Roughriders e Ottawa Redblacks).